# Calyptra
Calyptra (лат.) — род бабочек из семейства Erebidae. Для имаго некоторых, преимущественно тропических, видов данного рода, как исключение для отряда чешуекрылых, известно питание кровью и слёзной жидкостью млекопитающих.

## Описание
Бабочки средних размеров, с размахом крыльев 35—72 мм.
Для имаго некоторых видов рода, как исключение для отряда чешуекрылых, известно питание кровью и слёзной жидкостью млекопитающих (лакрифагия).
Например, Calyptra eustrigata, обитающая на территории от Индии до Малайзии; и Calyptra thalictri, Calyptra lata. Самцы питаются слёзной жидкостью и кровью крупных животных. Самки же питаются соком плодов (цитрусовые, персики, сливы и др.) и растений. У этих видов кончик хоботка сильно склеротизован и модифицирован для прокалывания кожи млекопитающих и питания кровью.

## Ареал
Виды рода распространены в Южной и Восточной Европе, Северной Америке, Австралии, Африке, Юго-Восточной Азии, на Дальнем Востоке и Южной Сибири.

## Виды
- Calyptra albivirgata Hampson, 1926
- Calyptra bicolor Moore, 1883
- Calyptra canadensis — Bethune, 1865
- Calyptra eustrigata
- Calyptra fletcheri Berio, 1956
- Calyptra gruesa (Draudt, 1950)
- Calyptra hokkaida Wileman, 1922 (= Calyptra hoenei)
- Calyptra imperialis (Grünberg, 1910)
- Calyptra labilis (= Calyptra fasciata Moore, 1882)
- Calyptra lata Butler, 1881 (= Calyptra aureola)
- Calyptra minuticornis Guenée, 1852
- Calyptra nyei Bänziger, 1979
- Calyptra ophideroides Guenée, 1852
- Calyptra orthographa Butler, 1886 (=: Calyptra striata)
- Calyptra parva Bänziger, 1979
- Calyptra pseudobicolor Bänziger, 1979
- Calyptra thalictri Borkhausen, 1790 (= Calyptra sodalis)

## В литературе
Бабочкам из рода Calyptra посвящён рассказ Рэмси Кэмпбелла «Выводок».